# Vriezenveen
Vriezenveen (Nedersaksisch: 't Vjenne, Venne, Vreeznven of Vreeinvenne) is een plaats in de gemeente Twenterand in de Nederlandse provincie Overijssel. Het inwonertal bedroeg op 1 januari 2023 13.845.
Tot 1 juli 2002 vormde Vriezenveen samen met de dorpen De Pollen, Westerhaar-Vriezenveensewijk, Aadorp en de buurtschappen Bruinehaar, Weitemanslanden en Westerhoeven een zelfstandige gemeente. De voormalige gemeente Vriezenveen is in 2001 samengevoegd met de voormalige gemeente Den Ham, onder deze gemeente vielen de plaatsen
Den Ham, Vroomshoop en Geerdijk, beide gemeentes zijn opgegaan in de gemeente Twenterand.
Het gemeentehuis van Twenterand staat in Vriezenveen. De dependance van het gemeentehuis in Den Ham is op 30 mei 2008 gesloten.

## Geschiedenis
De oudste vermelding van Vriezenveen stamt uit 1364, toen Evert van Hekeren, heer van Almelo, een privilege brief schreef voor de vrije Friezen, hun erfgenamen en alle mensen die op het veen woonden, van de Wierdense Weuste tot de Bawesbeek. De mensen die op het veen woonden werden verplicht om jaarlijks één emmer boter Zwolse maat te voldoen op Sint-Maarten op Huis Almelo. Dit betrof een boterpacht en werd betaald in natura; de pacht was niet af te kopen. De heer van Almelo had vrije Friezen toegelaten om het veen te koloniseren. Het Almelervene zoals Vriezenveen voor de 15e eeuw werd genoemd was ontstaan uit veertig boerderijen, die zich in de breedte uitstrekten, van de huidige Schipsloot tot het later gegraven Overijssels kanaal. Elke boerderij had een breedte van zestien akker, dus van 16 x 7 is 112 meter. Ten oosten van dit, tot aan de Bawesbeek, bleef een terrein liggen, de zogenaamde Oosterhoeven. Dit was niet verdeeld en mogelijk het gezamenlijk bezit van de bewoners. Ook aan de westkant lag vanaf de Boerstege tot aan de Stouwe een dergelijk terrein onverdeelde grond. Dit waren de Westerhoeven en Woesten. Waarschijnlijk waren ook deze gronden gemeenschappelijk bezit. De nederzetting Almelervene groeide; in het midden van de 15e eeuw was het dorp al zo veranderd, dat de verschillende boerderijen niet meer zestien akker breed waren maar gereduceerd waren tot tien of zelfs acht akker breed.
De Duitse bisschop uit Münster Bernhard von Galen, bijgenaamd Bommen Berend, plunderde en roofde rond 1665 Twente leeg. Tot aan 1665 bleef Vriezenveen gespaard, omdat het omringd was door moeras en veen. Er was maar een weg naar Vriezenveen en deze werd bewaakt door Staatse troepen. Maar in 1666 was het een strenge winter, waardoor het veen en het moeras bevroor. Vriezenveen lag open en in januari 1666 denderden 1500 ruiters van de bisschop Bernhard von Galen Vriezenveen binnen. Het dorp werd geplunderd en huizen en kerk werden in brand gestoken. Een groot aantal mensen werd gedood en de rest werd gevangengenomen.

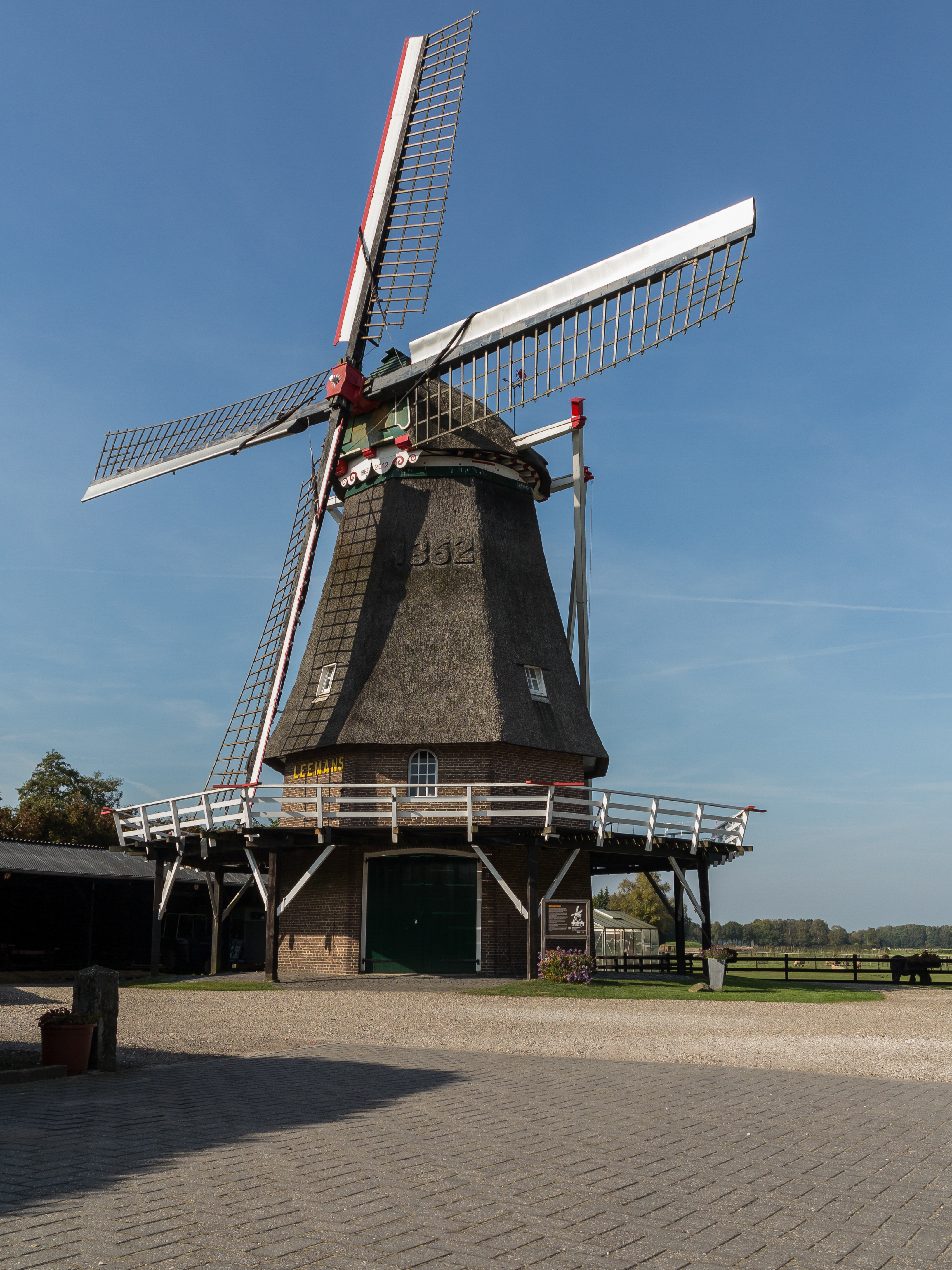
Leemansmolen (1862)

Het oude Vriezenveen werd niet herbouwd aan de Buterweg. Dit gebeurde aan de noordelijker gelegen zandweg, de tegenwoordige dorpsstraat. Deze herbouw ging in een snel tempo en aan het begin van de 18e eeuw was het oude Vriezenveen aan de Buterweg geheel verleden tijd. Van dit oude Vriezenveen bleef enkel het oude kerkhof bewaard. Ook de latere korenmolen uit 1862 van Hendrik Leemans. Nu kenmerkt het dorp zich door een 6,2 kilometer lange bebouwde dorpsstraat (van west naar oost: Hammerweg, Westeinde en Oosteinde) met karakteristieke gevels aan de huizen. Het bijzondere, deels nog levende hoogveencomplex Engbertsdijksvenen met zijn zeldzame flora en fauna herinnert hier nog aan hoe de omgeving eruit heeft gezien. Van de laatste schout en eerste burgemeester van Vriezenveen, Jan Kruys, is vrij veel bekend omdat zijn gedetailleerde dagboeken uit de periode 1817-1830 bewaard zijn gebleven.

### Religie

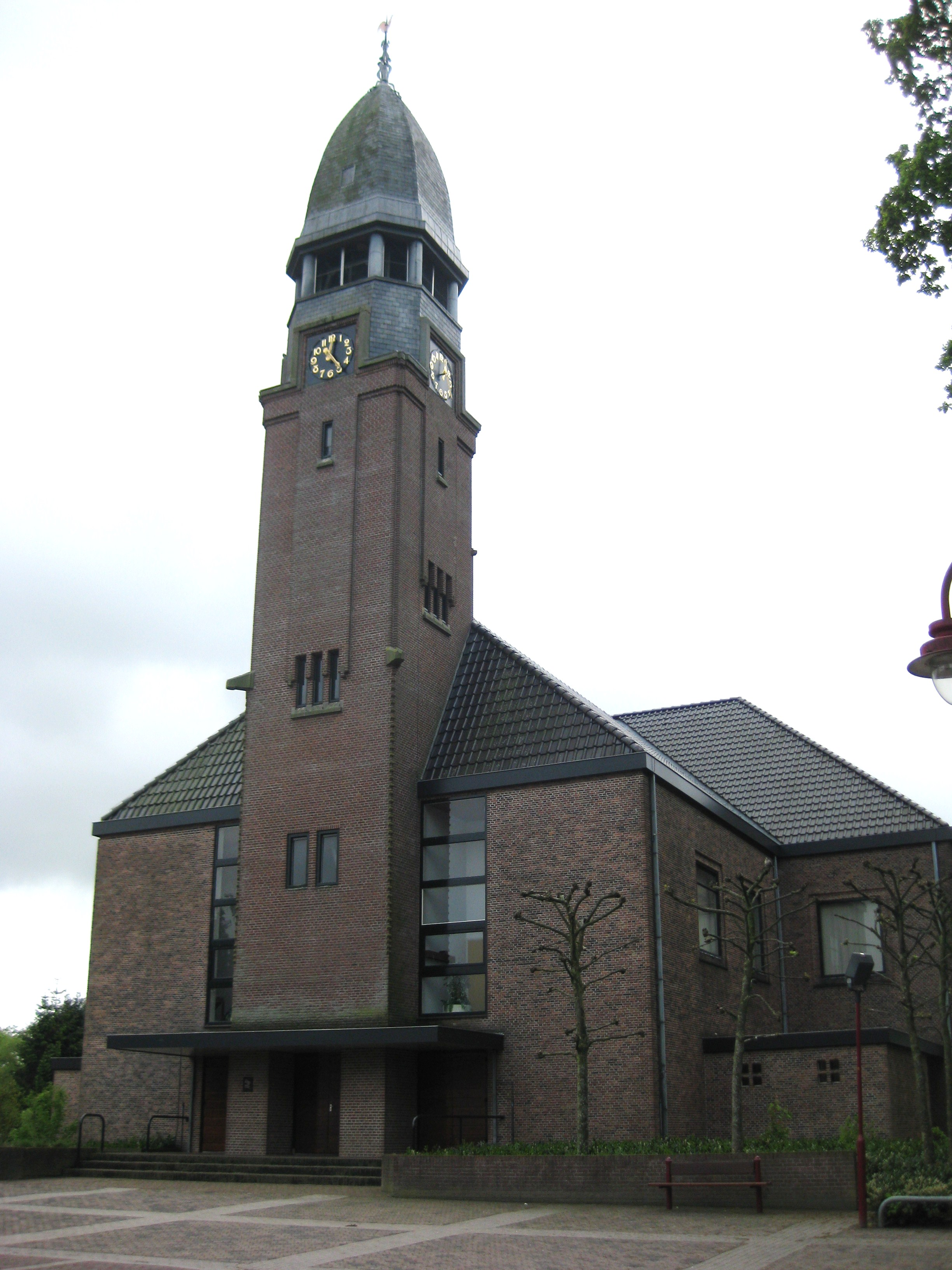
Nederlands Hervormde Kerk (1801)

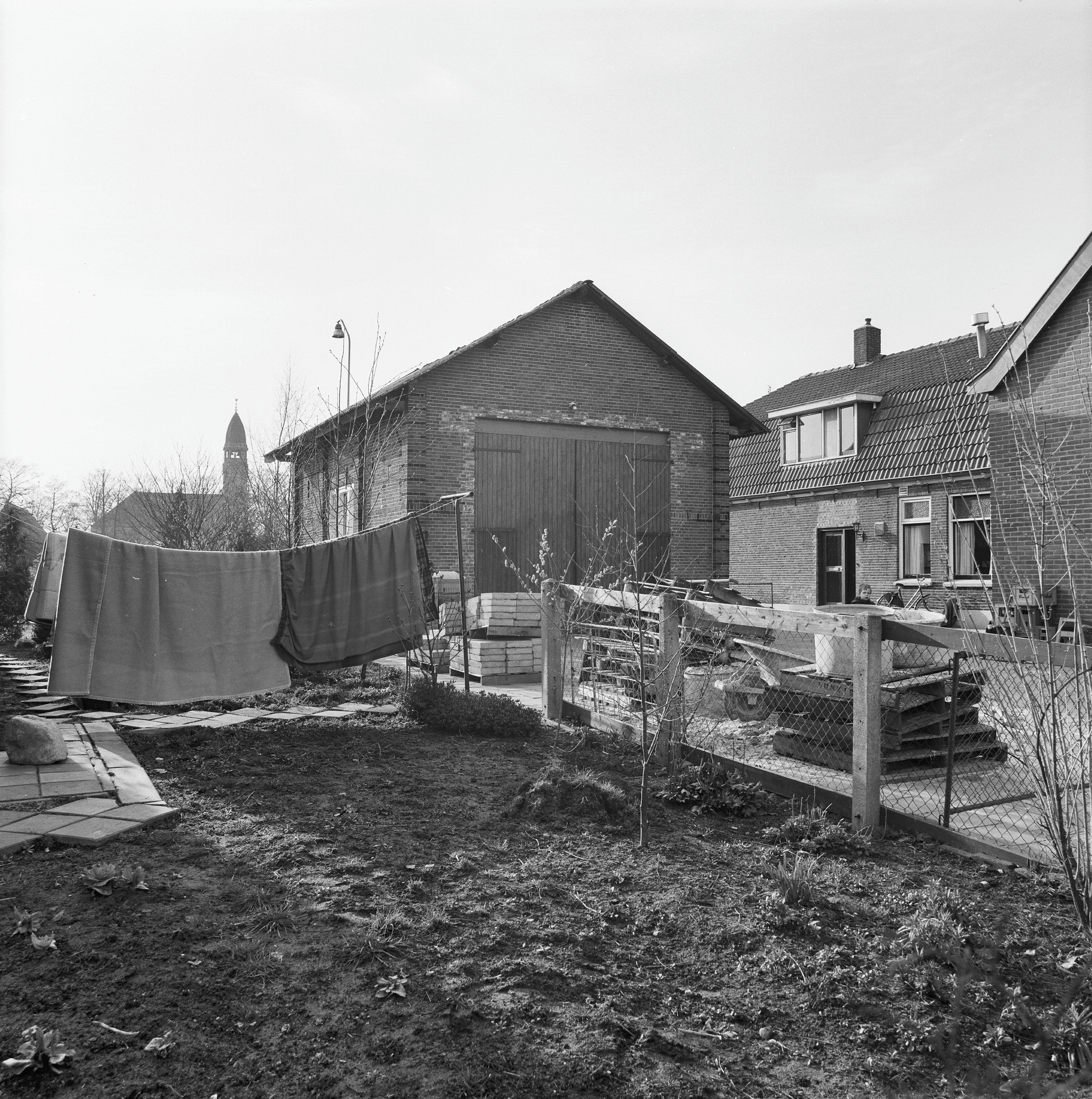
De Vriezenveense synagoge met op de achtergrond de Hervormde Kerk

Tijdens de Reformatie die ook in Twente doordrong gingen de meeste Vriezenveners "over" naar het protestantisme. In de 19e eeuw waren de bevindelijk gereformeerden in de meerderheid. In die tijd ontstond de Grote Kerk aan het Westeinde. In 1946 nam de Vriezenveense lijsttrekker Jan Machiel Krijger (1874-1951) namens de Protestantse Unie deel aan de Tweede Kamerverkiezingen 1946. De oud-CHU'er behaalde 32.020 stemmen. Tot op de dag van vandaag zijn de meeste Vriezenveners Nederlands-hervormd of gereformeerd; te zien aan de aanhang van SGP en de voorgangers van de ChristenUnie; RPF en GPV. Evenwel bleef aan de oostzijde van het dorpsgebied een sterke katholieke minderheid. Deze R.K.-gemeenschap kon begin 20e eeuw haar eigen parochiekerk inwijden. De kerk en parochie zijn toegewijd aan de H. Antonius Abt.

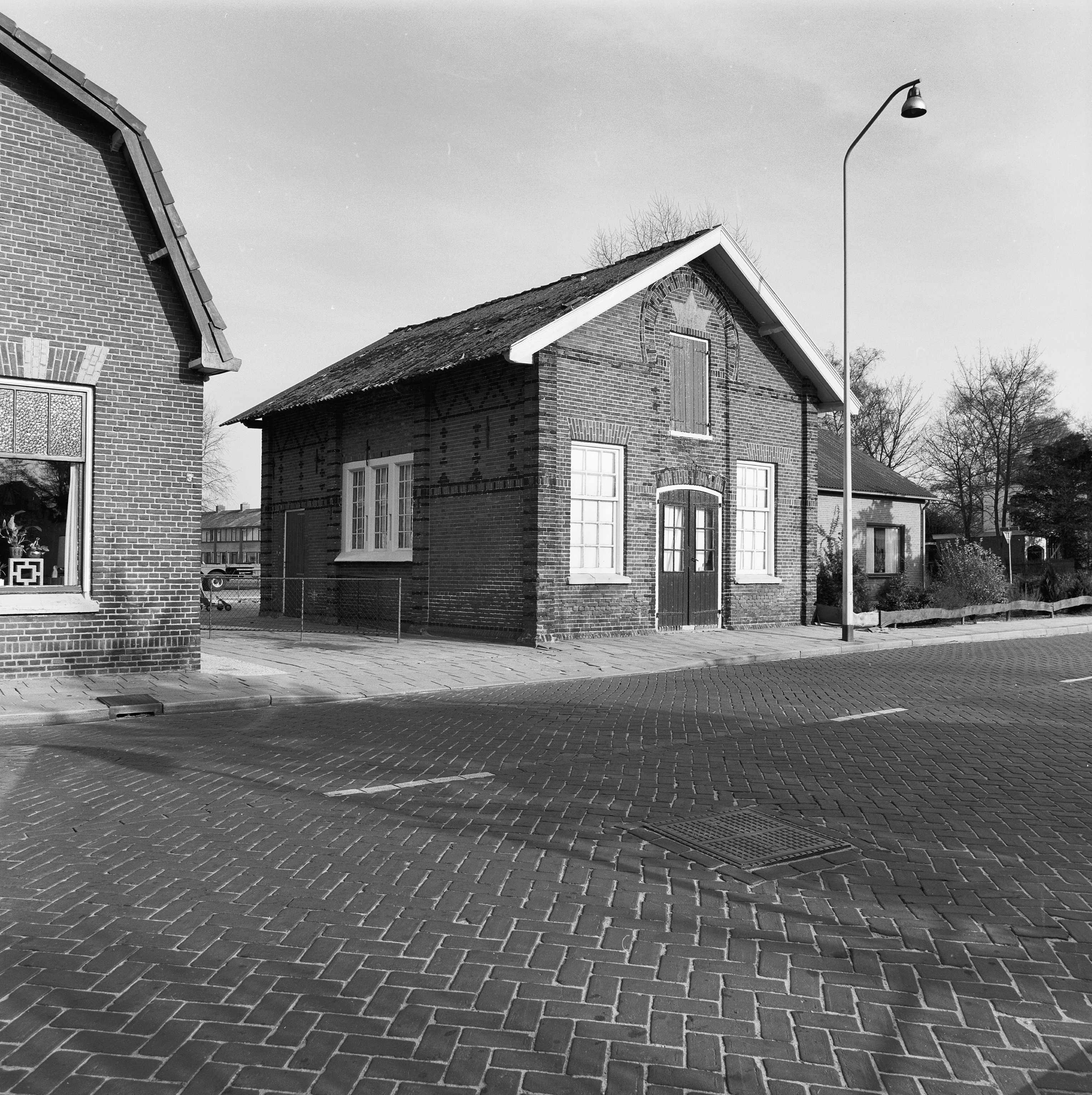
Vriezenveense synagoge (1977)

Tot de Tweede Wereldoorlog was er in Vriezenveen een Joodse gemeenschap. In 1878 werd de Vriezenveense synagoge mikdasj me'at (klein heiligdom) gebouwd nadat op 28 december 1876 door Commissaris der Koning P.C. Nahuijs bij Koninklijk Besluit van 2 december 1876 aan de Israëlitische Gemeente een rijkssubsidie werd toegekend van fl. 850,- voor de bouw. In de loop van 1879 was de synagoge klaar. De gemeenschap omvatte toen 27 personen. In 1906 werd de Joodse gemeente onderdeel van Almelo en in 1923 werd het gebouw verkocht. Het gebouw is nog steeds intact en staat sinds 1996 op de gemeentelijke monumentenlijst. Vanaf 1973 was de voormalige synagoge een opslagruimte van een particuliere onderneming. In augustus 2019 werd een aanvraag voor de sloop van de synagoge gedaan, die echter na protest werd geweigerd door het college van Burgemeester en Wethouders. Op 11 juli 2020 werd bekendgemaakt dat de synagoge was verkocht aan een projectontwikkelaar, en in juli 2021 werd bekendgemaakt dat de synagoge behouden blijft door het te integreren in een appartementengebouw.

### Handel

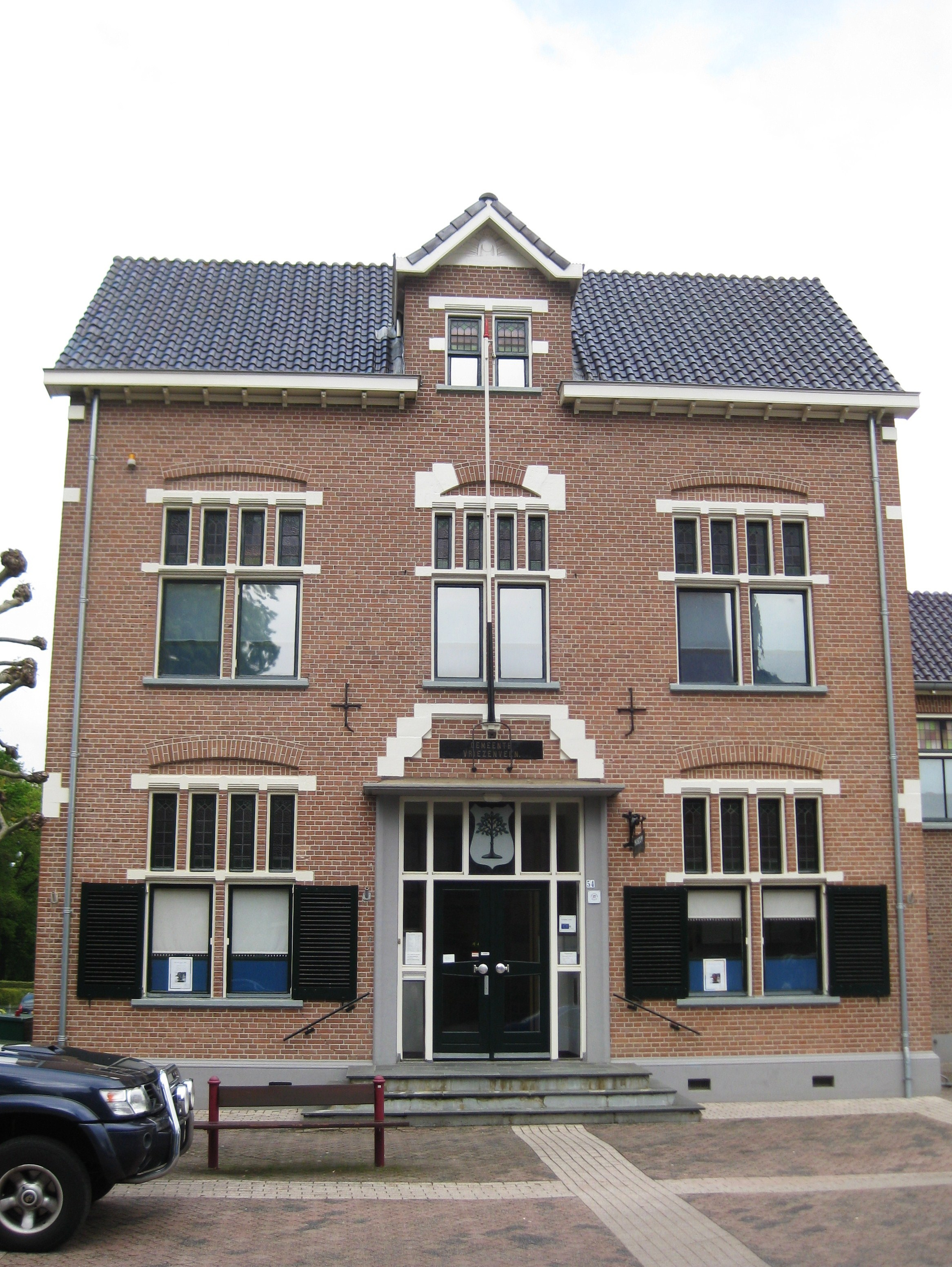
Historisch Museum

De inwoners van Vriezenveen (Rusluie) dreven een levendige handel met Sint-Petersburg in de periode 1720-1917. In de loop der tijd werden er door de verschillende Vriezenveense compagnieën zelfs handelshuizen en winkels gesticht aan de Nevski Prospekt en de Gostinny Dvor. Hendrik Kruys was eigenaar van handelshuis 'Java' aan de Grosse Morskaya 38 in Sint-Petersburg. Hoewel men zich een vaste plek wist te verwerven in de stad aan de Neva keerden veel Vriezenveners uiteindelijk toch weer terug naar het moederdorp.
Op 16 mei 1905 was er een grote brand in Vriezenveen. Na de brand kwamen Koningin Wilhelmina en Prins Hendrik de inwoners van Vriezenveen persoonlijk een hart onder de riem steken. Zij deden daarbij een persoonlijke gift van liefst duizend gulden bestemd voor de wederopbouw. De brand werd in 2005 herdacht met een optocht van historische brandweervoertuigen.
De firma Jansen & Tilanus bleef tijdens de grote brand gespaard. De textielfabriek was destijds de grootste werkgever van het dorp en de brand eindigde aan het Westeinde bij de fabriek. Door de droogte en de harde oostenwind was er geen houden aan en gingen er 228 huizen, merendeels in de houten en of hout-stenen boerenstijl, in vlammen op. De rijkere boerderijen en Rusluie-huizen uit baksteen en met grotere tuinafstand van overige huizen bleken beter bestand tegen het vuur en staan tot op de dag van vandaag nog. De bekendste is de boerderij Peddemors. Het Historisch Museum behandelt de historie van de gemeente Vriezenveen. Er is onder andere een afdeling over de textielgeschiedenis van Vriezenveen en documentatie over de grote brand. Daarnaast wordt er een oude huiskamer, een boerenkeuken en een schoolklas van lang geleden getoond.
Tijdens de Tweede Wereldoorlog werd Vriezenveen het tijdelijke onderkomen van vele Rotterdamse kinderen. Via de Vriezenveense katholieke pastoor Van Rhijn, afkomstig uit Rotterdam, werd contact gelegd en werden de kinderen opgevangen in Vriezenveense pleeggezinnen. Op 1 mei 2004 organiseerde de vereniging Oud Vriezenveen een reünie waar zo'n honderd oorlogskinderen, veelal afkomstig uit Rotterdam bijeen kwamen. De oorlogskinderen, toentertijd aangeduid als bleekneusjes werden gevraagd hun verhalen op papier te zetten wat resulteerde in het boek Bleekneusjes oorlogskinderen. April 2006 werd het eerste exemplaar van dit boek, onder grote belangstelling van vele oorlogskinderen, overhandigd aan gedeputeerde Gert Ranter door initiatiefneemster José Bosch-Höfte.
Tot aan de jaren 60 kende het dorp geen zogenoemde bejaardenzorg vanwege strakke geldende betrokkenheid, ook wel noaberschap. Op 23 december 1960 werd de Protestants-Christelijke Stichting De Vriezenhof opgericht. De bouw van het bejaardenhuis nam vervolgens vijf jaar in beslag, op de plek waar daarvoor een pastorie stond.

## Bezienswaardigheden

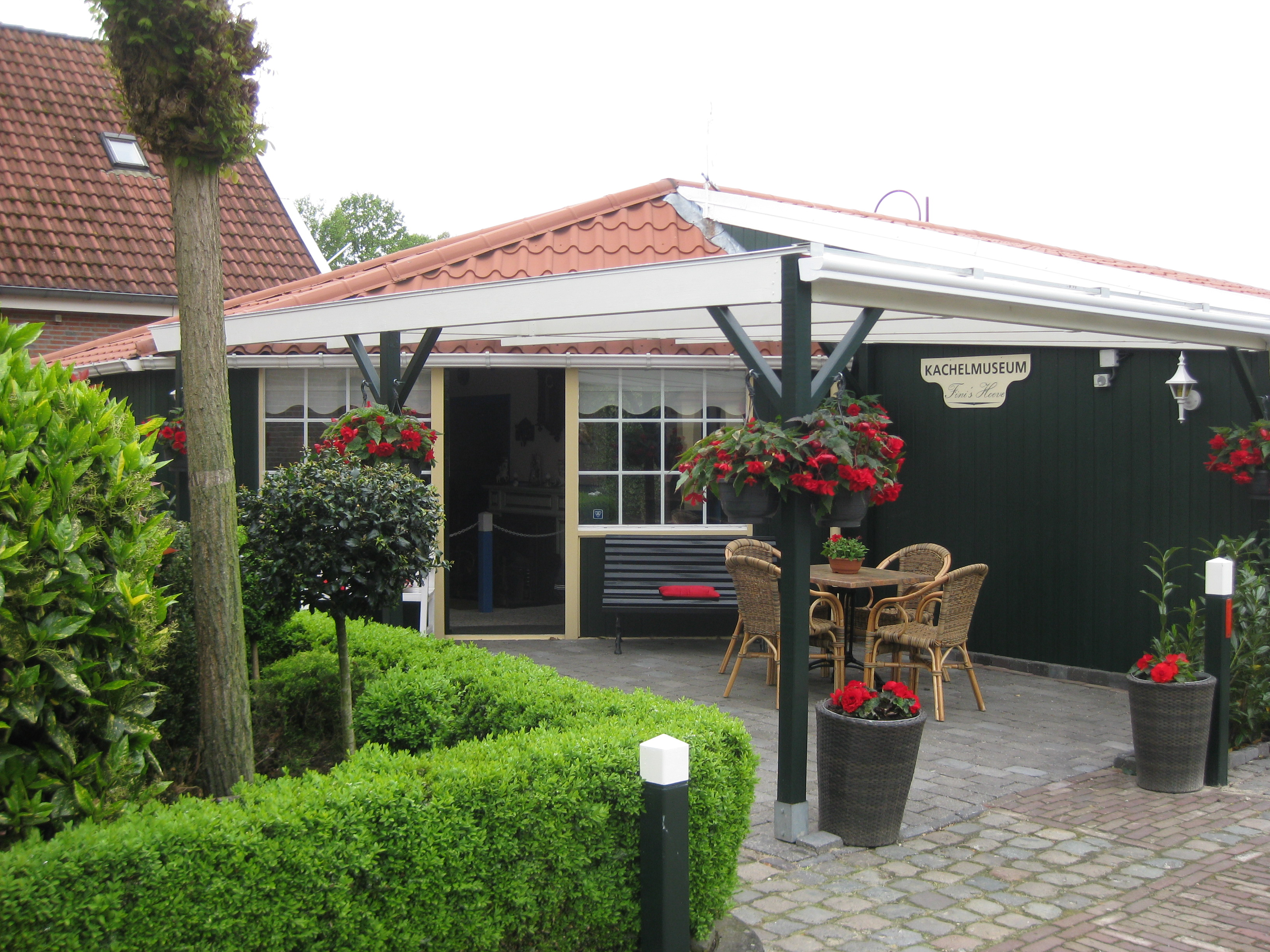
Kachelmuseum

### Musea
- Historisch Museum Vriezenveen
- Kachelmuseum Fini's Hoeve
- Veenmuseum

### Monumenten en gebouwen
- Leemansmolen
- Gemeentehuis Twenterand
- Watertoren Vriezenveen
- Grote kerk

## Sport en ontspanning
Vriezenveen heeft twee voetbalverenigingen, DETO (Door Eendracht Tot Overwinning) en DOS '37 (Door Oefening Sterk). Verder zijn er de korfbalvereniging Amicitia, basketbalvereniging Peatminers, volleybalvereniging Vrivo, zwem- en waterpolovereniging VZPC, atletiekvereniging AV Twenterand, schietvereniging SV Vriezenveen, tennisclub tcv, schaatsvereniging Centrale Schaatstraining Vriezenveen en skeelervereniging De Eendracht Vriezenveen, schaakvereniging Vrimot, gymvereniging KEV (Kracht En Vriendschap), judovereniging Judokwai Vriezenveen, touwtrekvereniging TTV Vriezenveen, en de scouting Admiraal Kruys.
Vriezenveen beschikt over twee natuurijsbanen. Een daarvan is gevestigd aan de Geesterenseweg en eigendom van IJsclub de Eendracht. De andere ijsbaan is gelegen op het sportpark in Vriezenveen en eigendom van IJsclub Vooruit.
De stichting Sportpromotie Twenterand organiseert een keer per jaar de Twenterandrun en een keer per jaar de Nacht van Twenterand. De Twenterandrun is een semi-professionele hardloopwedstrijd, die wordt omschreven als de "Van Dam tot Dam-loop" van het oosten. In 2002 werd de hardloopwedstrijd voor het eerst georganiseerd en in 2007 werd het eerste lustrum gevierd met een optreden van zanger Jannes.
Tot en met 2006 werd er ook ieder jaar een wielerronde gehouden onder de naam Ronde van Vriezenveen. Wegens geringe belangstelling en de zeer ongunstige ligging van het parcours, is deze Ronde van Vriezenveen veranderd in een ATB-koppelkoers door het centrum van Vriezenveen en verdergegaan onder de naam "Nacht van Twenterand". Deze koers wordt ook georganiseerd door de stichting Sportpromotie Twenterand.
Er is ook een harmonieorkest dat meervoudig landskampioen is, de Vriezenveense Harmonie. Voor verdere ontspanning is er het Herman Jansen-Park.
Een keer per jaar is er een kermis en een braderie. Elke woensdag morgen is er een markt. De laatste woensdag van de bouwvakvakantie wordt er een boerenmarkt georganiseerd waar altijd duizenden bezoekers op afkomen. Lokale ondernemers (voornamelijk horeaca) proberen de laatste jaren steeds meer mensen naar Vriezenveen te trekken door het organiseren van uiteenlopende activiteiten. Zo werd er in 2012, na jarenlange afwezigheid, een hernieuwede bruggefeesten georganiseerd onder de naam PlonZ. Uitgaan kan in vijf kroegen en een discotheek.

## Verkeer en vervoer
Vriezenveen ligt aan de rijksweg 36 van Hardenberg naar Almelo en Wierden. Het treinstation aan het traject Almelo - Mariënberg ligt in het westen van het dorp. Het wordt in de brede spits en zaterdagmiddag tweemaal per uur door Arriva bediend en daarbuiten éénmaal per uur met treinstellen van het type LINT in de Blauwnet/Vechtdallijnen-stijl.
De belangrijkste buslijn is lijn 83 van Almelo en Aadorp naar Vriezenveen "Nieuwe Daarlerveenseweg" maar rijdt niet langs het station. Deze wordt tevens gereden door Arriva, in RRReis huisstijl. Daarnaast loopt lijn 81 door Vriezenveen via het busstation in Westerhaar naar Ommen en richting Almelo. Sinds 1 april 2007 kunnen de bewoners ook gebruikmaken van de regiotaxi.

## Taal
In Vriezenveen wordt in afnemende mate een unieke variant van de Nedersaksische taalgroep gesproken, het Vriezenveens ("Vjens"). Qua uitspraak lijkt dit minder op het omringende Twents, hoewel het grammaticaal en lexicaal uit dezelfde bron put.

### Geschiedenis
Enkele bronnen beweren dat er Friese invloeden in het Vjens te horen zijn. Dit lijkt aannemelijk, omdat Vriezenveen door Friezen is gesticht. Andere bronnen beweren dat de unieke Vjense uitspraak aan de Rusluie is te danken. Deze Vriezenveense handelsreizigers vestigden zich in het Russische Sint-Petersburg, maar keerden meestal jaren later toch weer terug naar Vriezenveen. In St. Petersburg vormden zij een hechte gemeenschap van enkele honderden mensen, die onderling hoogstwaarschijnlijk Vriezenveens hebben gesproken. Een sterke Russische invloed op het Vriezenveens van de achterblijvers lijkt dus minder plausibel.
Doordat Twente eeuwenlang min of meer van de rest van Nederland was afgesloten door het veengebied, ontstonden er banden met Westfalen en het Münsterland. Voor mode en gebruiken werd vooral naar de grote stad Münster gekeken. Ook de taal van Münster (het Westfaals) werd als de standaard gezien en heel Twente (inclusief Vriezenveen) ging hierin mee. Een karakteristiek kenmerk van het Westfaals is de Breking, waardoor een open ee, oo en eu als een "gedraaide" ieje, oewe en uje klinken. "Weten" werd "wiëten", "koken" werd "koëken" en "leu" werd "luje". Ook in de nabij gesproken Nedersaksische varianten Rijssens en Enters is deze draaiing nog goed te horen. Het Vjens lijkt hierin echter nog een stap verder te zijn gegaan, waardoor "weten" nu als "wjetn" klinkt en "koken" als "kwakn".

### Behoud
In 2014 werden vier verhalen van de kinderboekenreeks Jip en Janneke in het Vjens vertaald en opgenomen in Jipke en Jannöaken, de Twentse vertaling van deze kinderboekenreeks. Verder lijken pogingen om het "echte" Vjens te behouden beperkt tot het terrein van oudheidkamers en heemkundeverenigingen.
In 1969 verscheen het Woordenboek van het Vriezenveens, deel 1, geschreven door Dr. Hendrik Entjes. Het is niet verder verschenen.

## Geboren in Vriezenveen
- Wicher Berkhoff (Russisch: Vasili Ivanovitsj Berkov, 1794-1870), scheepsbouwer en vertaler
- Manon Fokke (1976), politica
- Marcel Fränzel (1960), politicus
- Maayke Heuver (1990), voetbalster
- Michel Jansen (1966), voetbalcoach
- Wicher Jansen (1848-1894), textielfabrikant
- Johan Kenkhuis (1980), zwemmer
- Bernard Kobes (1945), politicus
- Gerhardus Kruys (1838-1902), viceadmiraal en minister van Marine
- Hendrik Kruys (1851-1907), handelaar en ondernemer in Sint-Petersburg
- Jan Kruys (1767-1830), eerste burgemeester, laatste schout van Vriezenveen
- Gerben Löwik (1977), wielrenner
- Reinie Melissant-Briene (1965), politica
- Jessica Torny (1980), voetbalster en voetbaltrainster
- Bert Webbink (1962), organist